# 15604 Фрутс
15604 Фрутс (15604 Fruits) — астероїд головного поясу, відкритий 7 квітня 2000 року.
Тіссеранів параметр щодо Юпітера — 3,576.